# 沢モリノ
澤 モリノ（沢-、さわ もりの、1890年3月19日 - 1933年5月14日）は、日本の舞踏家である。「浅草オペラ」の時代（1917年 - 1923年）に活躍、その後、日本統治時代の朝鮮（現在の朝鮮民主主義人民共和国）で客死した。本名は深澤 千代（ふかさわ ちよ）、旧芸名は澤 美千代（-みちよ）。

## 人物・来歴
1890年（明治23年）3月19日、東京音楽学校（現・東京芸術大学音楽学部）出身の音楽家・深澤登代吉を父に、同じく東京音楽学校出身のたけ子を母に、深澤千代として生まれる。
生地については公式に「アメリカ合衆国カリフォルニア州ニューヨーク」（一部資料ではサンフランシスコ）と書かれているが、遺族の証言では実際の生地は父の故郷、群馬県前橋市ではないかといわれている。
幼少時代は父の赴任先の富山や滋賀で過ごし、裕福な生活を送っていたが、東京に越してきた満11歳の時に父・登代吉を亡くす。その後は叔父に引き取られ、東京女子師範学校附属高等女学校（現・お茶の水女子大学附属高等学校）に入学。その頃から同時にダンスを習い始めている。
1911年（明治44年）、満21歳の時に帝国劇場歌劇部第一期生に応募する。しかし実際は間に合わず二期生として養成されるはずであったが、歌とダンスに堪能であり、舞台映えする容姿であることを理由に急遽第一期生として抜擢され、芸名沢澤 美千代（自分の本名と2歳下の妹「美代」を合わせた名前）を名乗る。のち歌劇部教師となったイタリア人オペラ指導者ジョヴァンニ・ヴィットーリオ・ローシーの指導と演出を受け、彼の勧めで1915年（大正4年）、沢モリノと改名した。この間、帝国劇場のバイオリニスト、小松三樹三と結婚する。
1917年（大正6年）、同じ帝国劇場出身の石井漠らと「東京歌劇座」を結成、浅草公園六区の日本館で公演した。当時、河合澄子と人気を二分したダンサーである。その後は石井の「オペラ座」、自らの「沢モリノ一座」で活動した。
1930年（昭和5年）、浅草6区の玉木座に旗揚げされたレヴュー団「プペ・ダンサント」に参加する。
1933年（昭和8年）5月14日、満州巡業の最中、たどり着いた先の朝鮮の劇場で『瀕死の白鳥』を公演中に突然倒れ絶命したという。
しかしこれは当時のマスコミの創作であり、実際は劇場の近くの宿の一室で心臓麻痺により急死していた。満43歳没。墓所は多磨霊園(22-1-44)
沢モリノの活動時期は大きく4つに分類される。
- 1911－1917（明治44－大正6年5月）帝国劇場歌劇部時代
- 1917-1920（大正6年6月－9年4月）浅草オペラ時代・前半
- 1920-1929（大正9年5月－昭和4年）浅草オペラ時代・後半
- 1930-1933（昭和5年11月－昭和8年2月）浅草レヴュー時代
- 1933（昭和8年3－5月）満州巡業

## 関連事項
- ジョヴァンニ・ヴィットーリオ・ローシー
- 浅草オペラ
- 東京歌劇座
- 日本館
- モダン・ダンス（英語版）

## 註
1. ↑  『あゝ浅草オペラ　写真でたどる魅惑のインチキ歌劇』（2016年・えにし書房刊、小針侑起・著）ｐ149。3月21日説もあり。
2. 1 2  中野正昭「澤モリノの浅草オペラ時代」、文芸研究、122号、2014年
3. ↑  『あゝ浅草オペラ　写真でたどる魅惑のインチキ歌劇』（2016年・えにし書房刊、小針侑起・著）ｐ149。理由としては、父登代吉がモリノが生まれる前年にアメリカ留学を中断し帰国したからである。
4. ↑  『あゝ浅草オペラ　写真でたどる魅惑のインチキ歌劇』（2016年・えにし書房刊、小針侑起・著。原文では「御茶ノ水高等女学校」となっている。）ｐ149～150。
5. ↑  『あゝ浅草オペラ　写真でたどる魅惑のインチキ歌劇』（2016年・えにし書房刊、小針侑起・著。）ｐ150。
6. ↑  『あゝ浅草オペラ　写真でたどる魅惑のインチキ歌劇』（2016年・えにし書房刊、小針侑起・著）ｐ160。